# Franklin Chang-Díaz
Franklin Ramón Chang-Díaz (San José, 5 de abril de 1950) é um físico e ex-astronauta norte-americano, nascido na Costa Rica. Participou de sete missões espaciais, no programa dos ônibus espaciais da NASA, o que faz dele hoje o recordista de missões no espaço, ao lado de Jerry Ross.
Chang-Diaz, filho de pai de ascendência chinesa e mãe de ascendência espanhola (os dois costa-riquenhos de nascimento), nasceu na capital San José e mudou-se para os Estados Unidos para completar seus estudos secundários. Colou grau em engenharia mecânica em 1973 e em física de plasma aplicada no Instituto de Tecnologia de Massachusetts em 1977, para o qual trabalhou no campo da tecnologia da fusão e propulsão de foguetes movidos a plasma.

## NASA
Em 1980 foi selecionado para o programa de astronautas e subiu pela primeira vez ao espaço a bordo da missão STS-61-C, da nave Columbia, em 1986. Suas missões subsequentes foram a STS-34 da Atlantis, que colocou a sonda Galileo em órbita para Júpiter, em 1989, a STS-46 em 1992, a STS-60 em 1994, primeira missão conjunta do programa Mir-NASA e que levou entre os tripulantes do ônibus espacial Discovery um cosmonauta russo, Sergei Krikalev.
Sua quinta missão espacial foi na STS-75 Columbia, em fevereiro de 1996, que colocou satélites em órbita terrestre. Em 1998, a STS-91 Discovery, outra missão do ônibus espacial à estação orbital Mir e finalmente a STS-111 em 2002, sua sétima e última missão, quando Chang-Diaz realizou três caminhadas espaciais para trabalhos na construção da Estação Espacial Internacional.
Entre 1993 e 2005, Chang-Diaz também exerceu as funções de diretor do laboratório de propulsão espacial avançada no Centro Espacial Lyndon B. Johnson. Neste último ano de serviço, aposentou-se da NASA e fundou a Ad Astra Rocket Company, uma empresa de alta tecnologia dedicada à pesquisa e desenho de propulsores a plasma.
Atualmente, é professor de física na Universidade Rice e na Universidade de Houston. Graças a sua carreira de astronauta e ao seu sucesso científico, foi condecorado diversas vezes na Costa Rica e feito cidadão honorário do país pelo Congresso Nacional. O Centro Nacional de Alta Tecnologia da Costa Rica, entre outras instituições, foi batizado com seu nome.